# 5797 (année hébraïque)
5797 (hébreu : ה'תשצ"ז , abbr. : תשצ"ז) est une année hébraïque qui commencera à la veille au soir du 22 septembre 2036 et se finira le 9 septembre 2037. Cette année comptera 353 jours. Ce sera une année simple dans le cycle métonique, avec un seul mois de Adar. Ce sera la première année depuis la dernière année de chemitta.
En l'an 5797, l'État d'Israël fêtera ses 89 ans d'indépendance.
L'an 5797 a marqué le début d'une nouvelle période de vingt-huit ans du cycle solaire hébraïque, célébrée par une bénédiction juive particulière, la Birkat Ha'Hamah (bénédiction du soleil) prononcée le mercredi 23 Nissan 5797 - 8 avril 2037.

## Calendrier
Ce calendrier hébraïque de l'année 5797 donne les correspondances avec les dates du calendrier grégorien.
Le premier nombre dans chaque case correspond au jour du mois hébraïque. Les jours en couleurs sont des jours remarquables juifs ou israéliens.
| ◄◄ | 5797 | ►► |

## Décès
5792 - 5793 - 5794 - 5795 - 5796 - 5797 - 5798 - 5799 - 5800 - 5801 - 5802